# Helioscirtus
Helioscirtus is een geslacht van rechtvleugeligen uit de familie veldsprinkhanen (Acrididae). De wetenschappelijke naam van dit geslacht is voor het eerst geldig gepubliceerd in 1884 door Saussure.

## Soorten
Het geslacht Helioscirtus omvat de volgende soorten:
- Helioscirtus capsitanus Bonnet, 1884
- Helioscirtus ebneri Bodenheimer, 1935
- Helioscirtus gracilis Vosseler, 1902
- Helioscirtus grandii La Greca, 1957
- Helioscirtus gravesi Uvarov, 1924
- Helioscirtus maroccanus Chopard, 1949
- Helioscirtus moseri Saussure, 1884